# Laureano Sanabria Ruiz
Laureano Sanabria Ruiz, més conegut com a Laure (Madrid, 22 de març de 1985), és un futbolista professional espanyol que juga com a lateral dret.

## Trajectòria
Format al planter del Reial Madrid, va arribar a l'equip C, amb el qual qualla una bona temporada 05/06, sent titular. El conjunt madrileny no li renova i marxa al conjunt veí del Leganés, on també és titular.
El 2007 fitxa pel Deportivo de La Coruña. Eixe temporada debuta a primera divisió en un encontre amb els gallecs, tot consolidant-se a la temporada següent al primer equip deportivista.